# Louise Bennett-Coverley
Pour les articles homonymes, voir Bennett.

Louise Bennett-Coverley, surnommée Miss Lou, née le 7 septembre 1919 à Kingston et morte le 26 juillet 2006 à Toronto, est une poète, écrivaine et éducatrice jamaïcaine.  
Première étudiante noire à étudier à la Royal Academy of Dramatic Art (RADA) de Londres, elle travaille en Angleterre avec plusieurs compagnies de répertoire après ses études, puis anime deux émissions de radio. De 1965 à 1982, elle produit Miss Lou's Vues, une série de monologues radio, et en 1970 elle commence à animer l'émission Ring Ding pour enfants, qui sont invités à partager leurs talents artistiques. Bennett joue dans divers films et écrit plusieurs livres et poèmes en patois jamaïcain.
En écrivant et en interprétant ses poèmes en créole jamaïcain, Bennett contribue activement à la préservation de sa langue, et de ses traditions de poésie, de chansons folkloriques et d'histoires. Elle est récipiendaire de plusieurs titres, dont ceux de Chevalier de l'Ordre de l'Empire britannique et Chevalier de l'Ordre de Jamaïque.

## Biographie
Bennett est née le 7 septembre 1919 sur North Street à Kingston, en Jamaïque. Elle était la fille unique d'Augustus Cornelius Bennett, propriétaire d'une boulangerie à Spanish Town, et de Kerene Robinson, couturière. Après la mort de son père en 1926, Bennett a été élevé principalement par sa mère. Elle a fréquenté l'école primaire à Ebenezer et à Calabar, puis le St. Simon's College et le Excelsior College, à Kingston. En 1943, Bennett s'inscrit au Friends College de Highgate, à St Mary, où elle étudie le folklore jamaïcain. La même année, sa poésie est publiée pour la première fois dans le Sunday Gleaner. En 1945, Bennett est la première étudiante noire à étudier à la Royal Academy of Dramatic Art (RADA) de Londres après avoir reçu une bourse du British Council,.

## Carrière
Après avoir obtenu son diplôme de la RADA, Bennett a travaillé avec des compagnies de répertoire à Coventry, Huddersfield et Amersham, ainsi que dans des spectacles plus intimistes à travers l'Angleterre. Pendant son séjour au pays, elle a animé deux émissions de radio pour la BBC : Caribbean Carnival (1945-1946) et West Indian Night (1950) Bennett a travaillé pour la Commission jamaïcaine de protection sociale de 1955 à 1959 et a enseigné le folklore et le théâtre à l'Université des Antilles.
De 1965 à 1982, elle a produit Miss Lou's Vues, une série de monologues radio, et en 1970 Bennett commence à animer l'émission Ring Ding pour enfants. Diffusée jusqu'en 1982, l'émission était basée sur la croyance de Bennett que " de pickney-dem learn de sinting dat belong to dem " (que les enfants apprennent leur patrimoine). Dans le cadre du programme, des enfants de partout au pays étaient invités à partager leurs talents artistiques en ondes. En plus de ses apparitions à la télévision, Bennett a joué dans divers films, dont Calypso (1958) et Club Paradise (1986). Bennett a écrit plusieurs livres et poèmes en patois jamaïcain, contribuant ainsi à sa reconnaissance en tant que "langue nationale" à part entière. Son travail a influencé de nombreux autres écrivains, dont Mutabaruka, Linton Kwesi Johnson et Yasus Afari, à l'utiliser de la même manière. 
Louise Bennett a également publié de nombreux enregistrements de musique traditionnelle jamaïcaine et des enregistrements de ses émissions de radio et de télévision, notamment Jamaican Folk songs, Children's Jamaican Songs and Games, Miss Lou Views (1967), Listen to Louise (1968), Carifesta Ring Ding (1976) et The Honable Miss Lou. Elle est créditée d'avoir donné à Harry Belafonte la fondation de son succès de 1956 "Day-O (The Banana Boat Song)" en lui parlant de la chanson folklorique jamaïcaine "Hill and Gully Rider" (le nom aussi donné comme "Day Dah Light"),,.

## Récompenses et honneurs
Bennett reçoit de nombreux honneurs et récompenses pour son œuvre. Par exemple, l'université de Toronto a donné son nom à une bourse en études littéraires des Caraïbes,.  
Elle est par ailleurs récipiendaire des titres suivants: 
- Chevalier de l'Ordre de l'Empire britannique (1960)[13],[14]
- Prix d'excellence Norman Manley (1972)[15]
- Chevalier de l'Ordre de Jamaïque (1974)[14]
- Ordre du Mérite jamaïcain (2001)